# Montprin
La maison de santé Montprin fut, pendant la Révolution, une prison dorée permettant à quelques privilégiés assez fortunés pour se l’offrir de se faire temporairement oublier tant que la Révolution battait son plein.
Montprin, un manufacturier ruiné « ayant perdu son état et sa fortune par cause des circonstances », membre du comité civil de la section de Popincourt, eut l’idée d’ouvrir une maison de sûreté pour se refaire. Il venait de s’associer à Desnos, homme louche. Ensemble, ils cherchaient l’immeuble adéquat, mais ne trouvaient rien d’assez vaste, d’assez sûr, et surtout d’assez bon marché. Le policier Dangé leur conseilla, plutôt que de se fatiguer à accomplir les démarches nécessaires à l’installation et à l’enregistrement d’un nouvel établissement, de reprendre tout simplement celui de la rue de Charonne, sur le point d’être réformé. Il les envoya à Picpus sans autorisation de visite, en leur recommandant de se présenter de sa part au concierge. Ils s’y rendirent sur-le-champ.
En février 1794, alors Belhomme faisait le grand malade à Picpus comme il avait vu les autres le faire chez lui, Montprin l’exhorta, une fois dans sa chambre à lui céder son entreprise à vil prix. Pour lui forcer la main, Desnos affirma savoir « de bonne part » qu’il ne la reverrait jamais ! Belhomme, à qui l’on demandait de brader l’œuvre de toute sa vie en lui expliquant qu’il avait déjà un pied dans la fosse commune, s’indigna, feignit un malaise et les envoya paître.
Dépités, les deux hommes se rabattirent sur un couvent désaffecté de la rue Notre-Dame-des-Champs, du côté de la rue d'Assas. Les formalités furent expédiées tambour battant. Ils obtinrent leur validation dès le 16 février.
Le 31 mars 1794, Desnos et Montprin soumirent leur prospectus à Fouquier-Tinville :
MAISON DE SANTÉ du Citoyen MONTPRIN et Compagnie, destinée au soulagement et à la guérison des infirmes et malades des deux sexes, établie à Paris, sous l’autorisation de l’administration de police, rue Notre-Dame-des-Champs n° 1466, section de Mucius Scaevola, Faubourg Germain.
Cette maison est parfaitement bien bâtie, très vaste, très sûre, et très commodément distribuée.
Il y a un beau jardin et plusieurs grandes cours.
Cette maison domine sur le nouveau boulevard Montparnasse, le jardin du Luxembourg et une infinité d’autres superbes jardins environnants.
Il n’est pas possible de respirer à Paris un air plus léger, plus pur ni plus sain que dans cette maison.
Il n’est pas possible non plus d’avoir ailleurs une vue plus étendue et plus intéressante.
On n’épargnera rien pour y procurer abondamment aux infirmes et aux malades tous les secours de l’art et toutes les commodités et douceurs de la vie.
Pour avoir de plus amples éclaircissements, s’adresser, dans ladite maison, aux citoyens Montprin et Desnos.
Le mot « détenus » fut ajouté à la main sur la deuxième ligne après le mot « malades ».
Les pensionnaires de Belhomme reçurent comme les autres des prospectus alléchants, vantant les mérites d’un lieu de repos où ils pourraient passer leur temps d’incarcération dans le confort.
Y furent notamment enfermés Jean-François de La Harpe, célèbre critique littéraire, qui avait été l’ami de Voltaire ; Louise-Elisabeth de Croÿ de Tourzel, ancienne gouvernante des enfants de France, avec ses filles ; la petite Alexandrine, cinq ans, fille de la princesse Lubomirska, qui avait été guillotinée.